# Баллистика

Ньютоновы кривые полета снарядов

Балли́стика (от греч. βάλλειν — бросать) — наука о движении тел, брошенных в пространстве с действующим гравитационным полем и иными действующими на его траекторию силами, основанная на математике и физике. Она занимается, главным образом, исследованием движения пуль и снарядов, выпущенных из огнестрельного оружия, ракетных снарядов и баллистических ракет.
В зависимости от этапа движения снаряда различают:
- внутреннюю баллистику, занимающуюся исследованием движения снаряда (пули) в стволе орудия;
- промежуточную баллистику, исследующую прохождение снаряда через дульный срез и поведение в районе дульного среза. Она важна специалистам по точности стрельбы, при разработке глушителей, пламегасителей и дульных тормозов;
- внешнюю баллистику, исследующую движение снаряда в атмосфере или пустоте под действием внешних сил. Ею пользуются, когда рассчитывают поправки на превышение, ветер и деривацию;
- преградную или терминальную баллистику, исследующую движение пули в преграде. Терминальной баллистикой занимаются оружейники-специалисты по снарядам и пулям, прочности и другие специалисты по броне и защите, а также криминалисты[1].
- раневую баллистику, исследующую движение пули в человеческом или животном теле. Предмет исследования медиков-хирургов и судебно-медицинских экспертов.

## История
Первые исследования относительно формы кривой полёта снаряда (из огнестрельного оружия) сделал в 1537 году Тарталья. Галилей установил при посредстве законов тяжести свою параболическую теорию, в которой не было принято во внимание влияние сопротивления воздуха на снаряды. Теорию можно применить без большой ошибки к исследованию полёта ядер только при небольшом сопротивлении воздуха.
Изучением законов воздушного сопротивления мы обязаны Ньютону, который доказал в 1687 году, что кривая полёта не может быть параболой.
Бенджамин Робинс в 1742 году занялся определением начальной скорости ядра и изобрёл употребляемый и поныне баллистический маятник.
Первое настоящее решение основных задач баллистики дал знаменитый математик Эйлер. Дальнейшее движение баллистике дали Гуттон, Ломбард (1797 год) и Обенгейм (1814 год).
С 1820 года влияние трения стало всё более и более изучаться, и в этом отношении много работали физик Магнус, французские ученые Пуассон и Дидион и прусский полковник Отто.
Новым толчком к развитию баллистики послужило введение во всеобщее употребление нарезного огнестрельного орудия и продолговатых снарядов. Вопросы баллистики стали усердно разрабатываться артиллеристами и физиками всех стран; для подтверждения теоретических выводов стали производиться опыты, с одной стороны, в артиллерийских академиях и школах, с другой стороны, на заводах, изготовляющих оружие; так, например, очень полные опыты для определения сопротивления воздуха произведены были в Петербурге в 1868 и 1869 годах, по распоряжению генерал-адъютанта Баранцова, заслуженным профессором Михайловской артиллерийской академии, Н. В. Маиевским, оказавшим большие услуги баллистике, — и в Англии Башфортом.
В 1881—1890 гг. на опытном поле пушечного завода Круппа определялась скорость снарядов из орудий разного калибра в различных точках траектории, и достигнуты были очень важные результаты. Кроме Н. В. Маиевского, заслуги которого оценены надлежащим образом и всеми иностранцами, в ряду множества ученых, в новейшее время работавших по Б., особенно заслуживают внимания: проф. Алж. лицея Готье, франц. артиллеристы — гр. Сен-Роберт, гр. Магнус де Спарр, майор Мюзо, кап. Жуффре; итал. арт. капит. Сиаччи, изложивший в 1880 г. решение задач прицельной стрельбы, Нобль, Нейман, Прен, Эйбль, Резаль, Сарро и Пиобер, положивший основание внутренней Б.; изобретатели баллистических приборов — Уитстон, Константинов, Наве, Марсель, Депре, Лебуланже и др.
Перемещение тела материальной точки по баллистической траектории описывается достаточно простой (с точки зрения математического анализа) системой дифференциальных уравнений. Трудность состояла в том, чтобы найти достаточно точное функциональное выражение для силы сопротивления воздуха, да ещё такое, которое позволяло бы найти решение этой системы уравнений в виде выражения из элементарных функций.
В XX веке в решении проблемы произошёл коренной переворот. Около 1900 года немецкие математики К. Рунге и М. Кутта разработали численный метод интегрирования дифференциальных уравнений, позволявший с заданной точностью решать такие уравнения при наличии численных значений всех исходных данных. Развитие аэродинамики, с другой стороны, позволило найти достаточно точное описание сил, действующих на тело, движущееся с большой скоростью в воздухе, наконец, успехи вычислительной техники сделали реальным выполнение за приемлемое время трудоёмких расчётов, связанных с численным интегрированием уравнений движения по баллистической траектории.

## Баллистическая траектория
Баллистическая траектория — траектория, по которой движется тело, обладающее некоторой начальной скоростью, под действием силы тяготения и силы аэродинамического сопротивления воздуха.
С учётом сопротивления воздуха в центральном поле тяготения баллистическая траектория представляет собой кривую второго порядка. В зависимости от начальных скорости и направления это будет дуга эллипса, один из фокусов которого совпадает с гравитационным центром Земли, или ветвь гиперболы; в частных случаях — окружность (первая космическая скорость), парабола (вторая космическая скорость), вертикальная прямая. Поскольку бо́льшая часть траектории баллистических ракет достаточно большой дальности (более 500 км) проходит в разрежённых слоях атмосферы, где сопротивление воздуха практически отсутствует, их траектории на этом участке являются эллиптическими.
Форма участков баллистической траектории, проходящих в плотных слоях атмосферы, зависит от многих факторов: начальной скорости снаряда, его формы и массы, текущего состояния атмосферы на траектории (температура, давление, плотность), направления вращения Земли и от характера движения снаряда вокруг его центра масс. Форма баллистической траектории в этом случае обычно рассчитывается методом численного интегрирования дифференциальных уравнений движения снаряда в стандартной атмосфере. На основании таких расчётов составляются баллистические таблицы, являющиеся руководством для артиллеристов при прицеливании артиллерийских орудий и пусковых установок систем залпового огня.

## Баллистическая экспертиза

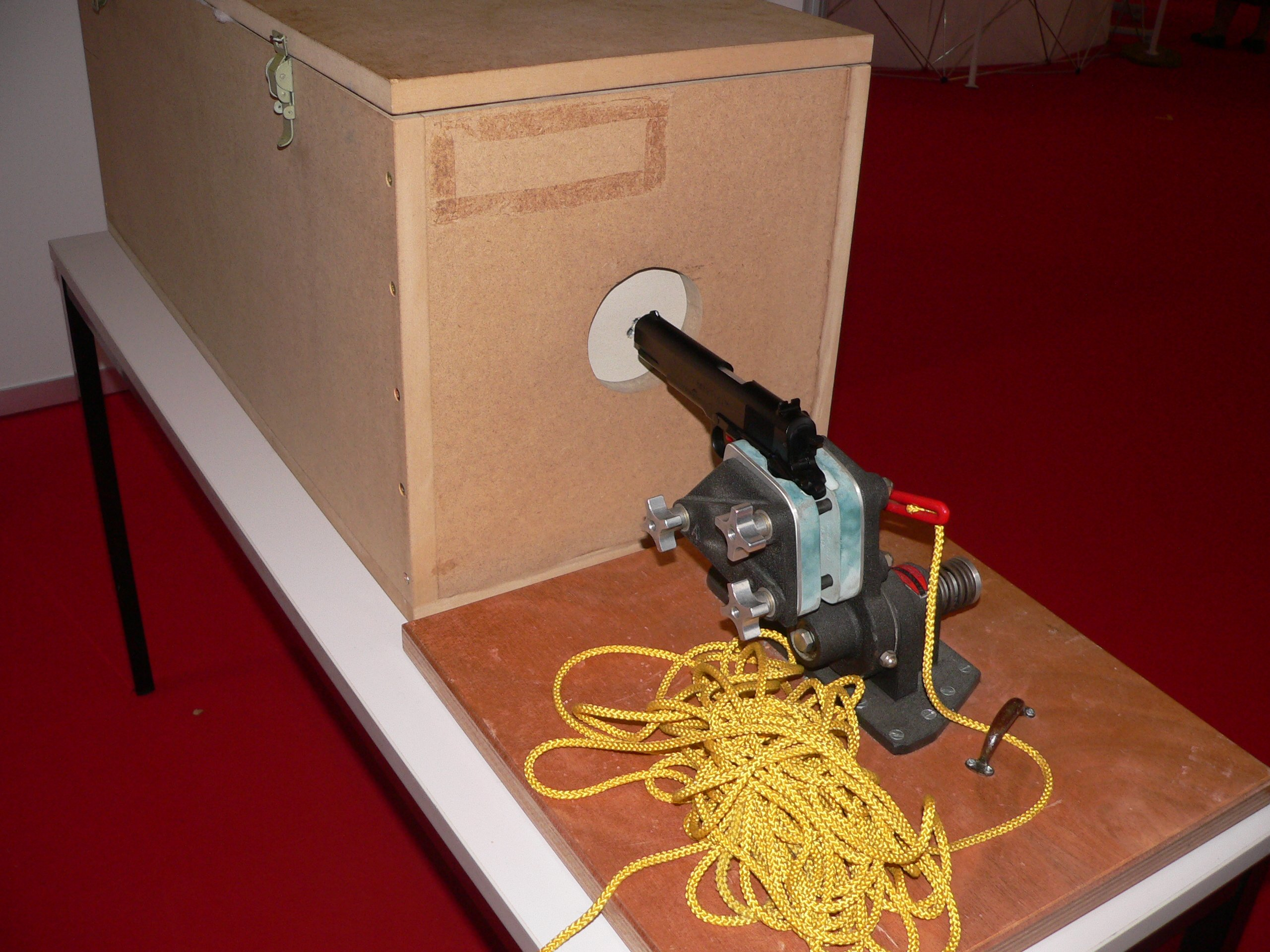
Исследование стрелкового оружия на стенде в ходе баллистической экспертизы

Баллистическая экспертиза является видом судебно-криминалистической экспертизы, задача которой состоит в том, чтобы дать следствию ответы на технические вопросы, возникающие в ходе расследования случаев применения огнестрельного оружия. В частности, сюда входит установление соответствия между выстреленной пулей (а также стреляной гильзой и характером разрушений, произведённых пулей) и оружием, из которого был произведён выстрел.

### По внешней баллистике
- Баллистика внешняя // Военная энциклопедия : [в 18 т.] / под ред. В. Ф. Новицкого … [и др.]. — СПб. ; [М.] : Тип. т-ва И. Д. Сытина, 1911—1915.
- Н. В. Майевский «Курс внешн. Б.» (СПб., 1870);
- Н. В. Майевский «О решении задач прицельной и навесной стрельбы» (№ 9 и 11 «Арт. Журн.», 1882 г.)
- Н. В. Майевский «Изложение способа наименьших квадратов и применение его преимущественно к исследованию результатов стрельбы» (СПб., 1881 г.);
- X. Г., «По поводу интегрирования уравнений вращательного движения продолговатого снаряда» (№ 1, « Арт. Журн.», 1887 г.).

### По внутренней баллистике
- Баллистика внутренняя // Военная энциклопедия : [в 18 т.] / под ред. В. Ф. Новицкого … [и др.]. — СПб. ; [М.] : Тип. т-ва И. Д. Сытина, 1911—1915.
- Нобль и Эйбль, «Исследование взрывчатых составов; действие восплам. пороха» (перев. В. А. Пашкевича, 1878);
- Пиобер, «Propri étè s et effets de la poudre»;
- Пиобер, «Mouvement des gazs de la poudre» (1860).